# Station Boston
Boston is een spoorwegstation van National Rail in Boston, Boston in Engeland. Het station is eigendom van Network Rail en wordt beheerd door East Midlands Railway. 

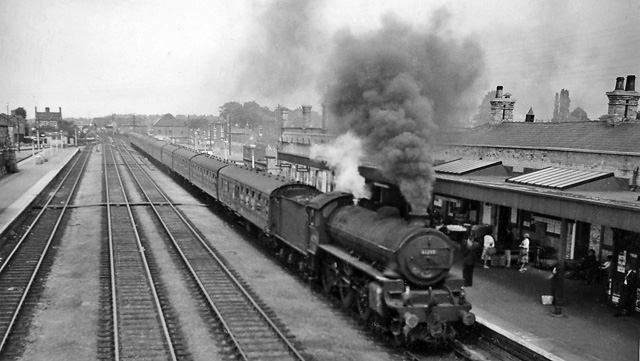
Station Boston, 1964